# Regiunea Vinița
Vinița sau Vinnița (în ucraineană Вінницька область, Vinnîțka oblast) este o regiune în Ucraina. Reședință este orașul Vinița.

## Demografie
Componența lingvistică a regiunii Vinnița
     Ucraineană (94,81%)
     Rusă (4,74%)
     Alte limbi (0,21%)
Conform recensământului din 2001, majoritatea populației regiunii Vinița era vorbitoare de ucraineană (94,81%), existând în minoritate și vorbitori de rusă (4,74%).

## Împărțirea administrativă
Regiunea cuprinde următoarele raioane:
- Raionul Vinița
- Raionul Haisîn
- Raionul Hmilnîc
- Raionul Jmerînka
- Raionul Moghilău
- Raionul Tulcin

Ultimele două raioane sunt limitrofe cu Republica Moldova.